# Wilhelminakerk (Dordrecht)
De Wilhelminakerk is een gereformeerde kerk ontworpen door architect Tjeerd Kuipers. De kerk bevindt zich aan de Blekersdijk 41 te Dordrecht, in de Nederlandse provincie Zuid-Holland. 

## Geschiedenis
De kerk is in 1899 in gebruik genomen en de naam is ontleend aan het feit dat bij de aanvang van de bouw in 1898 koningin Wilhelmina meerderjarig werd en de troon besteeg.
De kerk is gebouwd in rationalistische stijl, met neoromaanse vormen. De kerk heeft een ronde vorm, zodat de bezoekers rondom het liturgisch centrum zitten. Het idee om de kerk in een ronde vorm te bouwen was afkomstig van de theoloog Abraham Kuyper. De glas-in-loodramen zijn vervaardigd door de glazenier Wim Korteweg uit Dordrecht. De kerk is sinds 15 januari 2010 een gemeentelijk monument.
Het orgel is in 1902 door de orgelbouwer Van den Bijlaardt gebouwd. Hij gebruikte een orgelfront uit de achttiende eeuw. Achter dit orgelfront uit 1715 bevindt zich nu een in 2005 gerestaureerde Bakker & Timmenga-orgel uit 1906. Dit orgel komt uit de voormalige Duystraatkerk te Delfshaven (Rotterdam) en beschikt over 1170 orgelpijpen die zich in een orgelkast bevinden van vijf bij vijf meter en vijf meter hoog. Door de ronde vorm heeft de kerk een goede akoestiek.
Omdat enkele leden van de Wilhelminakerk een rol speelden in het verzet in de Tweede Wereldoorlog, stond na deze oorlog de Wilhelminakerk bekend als de verzetskerk.